# Ephedra cutleri
Ephedra cutleri är en kärlväxtart som beskrevs av Robert Hibbs Peebles. Ephedra cutleri ingår i släktet efedraväxter, och familjen Ephedraceae. Inga underarter finns listade i Catalogue of Life.